# Banka Krevetka
Koordinaten: 67° 39′ S, 46° 10′ O
Die Banka Krevetka (englische Transkription von russisch Банка Креветка Banka Krewetka, deutsch ‚Garnelenbank‘) ist eine Bank vor der Küste des ostantarktischen Enderbylands. Sie liegt zwischen dem Vechernyy Hill und Mys Vyvodnoj in der Alaschejewbucht vor den Thala Hills.
Russische Wissenschaftler benannten sie.